# 비행대 (만주국군)
만주국 비행대(滿洲國 飛行隊, 영어: Manchukuo Imperial Air Force) 또는 줄여서 비행대(飛行隊)는 만주국에 설치된 만주국군의 항공부대이다.

## 개요
1937년(강덕 4년) 2월, 만주국군 소속의 비행대로 창설되었다. 기지는 신징(新京)의 만주항공의 비행장을 공동 사용하는 형태로 설치되어 주된 배치 기종으로 97식 전투기, 일식 전투기 등이 있었다. 그 후 펑텐과 하얼빈에도 비행대가 설치되었다. 1940년(강덕 7년) 독자적인 사령부가 설치되었고, 항공기 조종사를 양성하는 육군비행학교가 개교하였다. 군인 뿐만이 아니라, 만주항공의 승무원이나 민간인 조종 요원도 교육하였다. 태평양 전쟁 말기에 난화특별공격대(일본어: 蘭花特別攻擊隊 란카 토쿠베쓰 코게키타이[*])라는 특별공격대가 편성되어 B-29를 향해서 충돌 공격을 감행하였다.

## 편성
1941년(강덕 8년) 기준.
- 비행대 사령부
  - 제1 비행대(신징)
  - 제2 비행대(펑텐)
  - 제3 비행대(하얼빈)
- 독립 비행대
- 항공병기창
- 육군비행학교

## 역대 사령관
1. 노구치 유지로(野口雄二郎, 육군 소장)
2. (曹秉森, 육군 중장)
3. 다나가 오사무(田中収, 육군 중장)

## 같이 보기
- 만주국 육군